# 溫州宏豐
溫州宏豐電工合金股份有限公司，簡稱溫州宏豐電工合金股份、溫州宏豐電工合金、溫州宏豐電工，以及溫州宏豐（英語：Wenzhou Hongfeng Electrical Alloy Company Limited，深交所：300284），在1997年由陈晓及其配偶林萍創立。
主要業務从事电接触功能复合材料、元件及组件的研发、生产和销售。而董事長為陈晓。
而股份在2012年1月10日於深圳證券交易所創業板上市，发行股票1,771万股，发行后总股本7,083.10万元人民幣，发行价格20.00元人民幣/股，募集资金3.54亿元人民幣，而在上市期間，較招股價大漲40.33%，收盤報28.11元人民幣。

## 連結
- WZHF.com （页面存档备份，存于）